# Acemannano
L'acemannano (o  mannano acetilato) è un glicosaminoglicano D-isomero estratto dalle foglie dell'Aloe barbadensis. Questa macromolecola ha evidenziato possibili proprietà come immunostimolante, antivirale, antineoplastica e benefica su alcuni disturbi gastrointestinali.

## Struttura e proprietà chimiche
L'acemannano è un polimero costituito da unità di 3-O-acetil-β-D-mannopiranosio (acetil-mannosio) unite da legami glicosidici β-1→4.
Ha caratteristiche idrofile, possiede 49 gruppi accettori e 16 donatori di legami a idrogeno. La biodisponibilità viene misurata pari a 1 secondo la Regola di Lipinski.

## Proprietà immunostimolanti

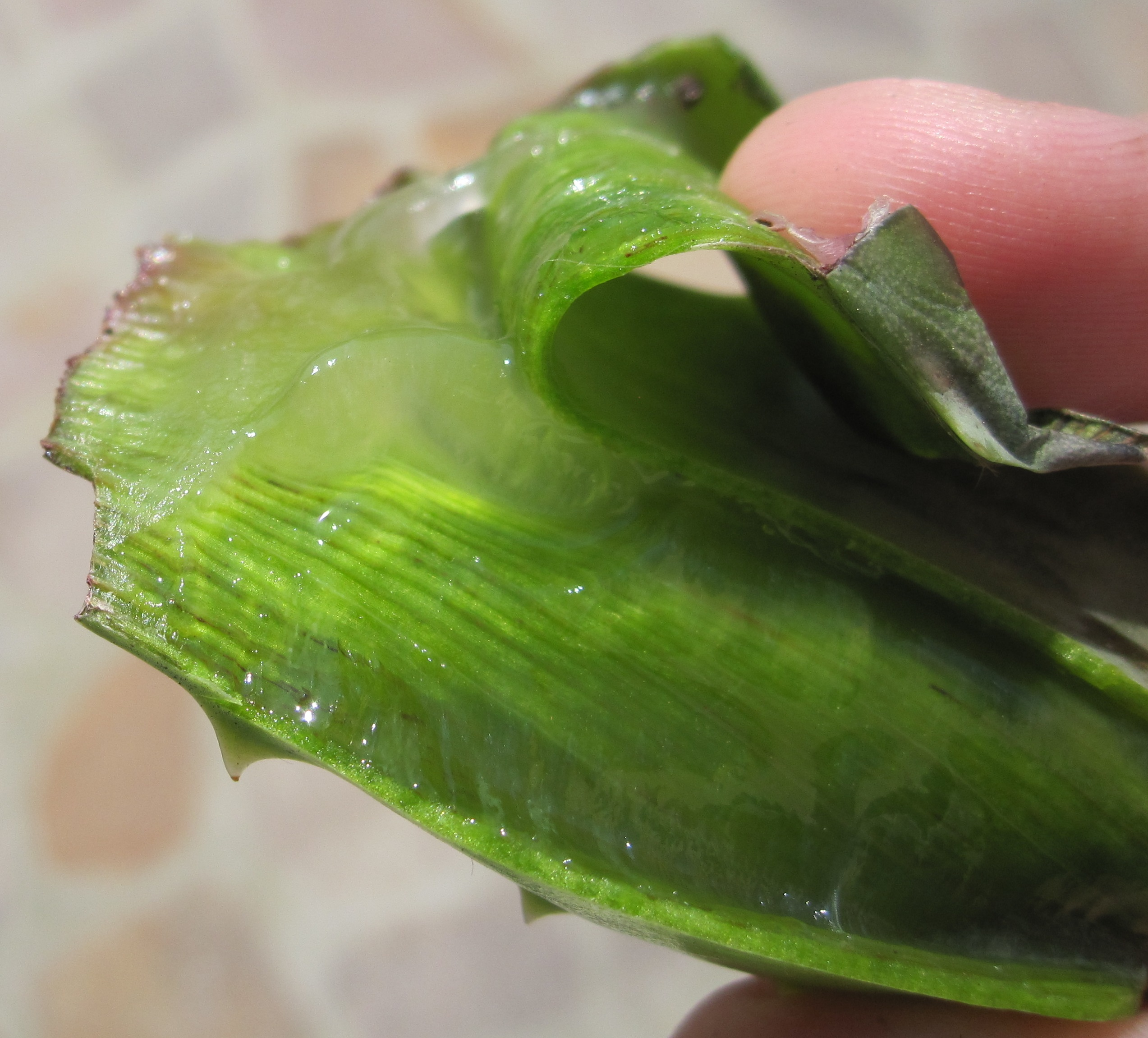
Il gel di Aloe Vera contenuto nella pianta, l'interno della foglia (che è il corpo della pianta stessa) è il luogo da dove si estrae il principio attivo

È stato dimostrato che l'acemannano ha proprietà immunostimolanti, infatti, stimola la produzione di interferone, fattore di necrosi tumorale (TNF) ed interleuchine varie da parte dei macrofagi, condizione che favorisce la prevenzione o addirittura l'eradicamento delle infezioni di origine virale.
Queste stesse tre citochine vengono rilasciate in presenza di infiammazioni conseguenti ad infezioni virali.
Esperimenti in vitro hanno inoltre evidenziato che l'acemannano inibisce la replicazione nel virus HIV, anche se successive sperimentazioni in vivo non sono risultate conclusive.
L'acemannano è attualmente impiegato nel trattamento veterinario del fibrosarcoma nei cani e nei gatti.
Somministrazioni di acemannano hanno inoltre evidenziato un aumento delle necrosi nei tumori (apoptosi) e un allungamento della vita negli animali, oltre ad un assorbimento della molecola da parte degli stessi a livello del sistema linfatico.
Si sono ottenuti risultati incoraggianti anche nell'utilizzo per la terapia della leucemia felina.